# 松本准平
松本 准平（まつもと じゅんぺい、1984年12月4日 - ）は日本の映画監督。長崎県西彼杵郡出身。精道三川台中学校卒業。青雲高等学校、東京大学工学部建築学科卒業。東京大学大学院工学系研究科建築学専攻修了。

## 略歴・人物
1984年（昭和59年）12月4日、長崎県西彼杵郡生まれ。カトリックの家庭に生まれ、幼少期からキリスト教の影響を強く受ける。
子どもの頃は手塚治虫と藤子・F・不二雄の漫画が好きで、藤子に自作の漫画を送り続けたところ、年賀状で返事が来た。松本はこれがクリエイティブな行為により幸福が得られるという体験の原点と語っている。
中学時代はバスケットボール部に入っていた。
高校1年生の頃、バラエティ番組を観ることは親から禁じられていたが、『トゥナイト2』を観るつもりで偶然『ダウンタウンのガキの使いやあらへんで!』を観て松本人志に衝撃を受け、松本人志の出る番組はすべて録画して彼の一言一言を研究。高校時代は「勉強してはダウンタウン、勉強してはダウンタウン」の日々だったという。
大学在学中にお笑い芸人を目指し、吉本総合芸能学院 (NSC) 東京校に12期生として入学する。最初はウケたものの徐々にウケなくなり、教官に「おまえはアホなことをやってもアホなふりをしているだけだ」と言われ挫折する。同期は渡辺直美やジャングルポケットなど。
2007年（平成19年）大学在学時、友人とNPO法人AOAを設立。法人の活動として杉並区の成人式用動画『ほころび』を撮影し映画製作開始。
2008年、東大大学院を卒業しテレビの制作会社に就職したが、企画を社長に出し続けたところ、良く思わない上司からいじめられうつ病となる。
2012年、『まだ、人間』で監督映画劇場初公開。
2014年、芥川賞作家・中村文則の原作を映像化した『最後の命』（主演：柳楽優弥）を発表。NYチェルシー映画祭においてグランプリノミネーションと最優秀脚本賞をW受賞。コンペ部門では日本映画初の受賞となる快挙であった。同作の映画化にあたっては、原作の中村と、主演の柳楽に対し、直筆で映画化の承諾と主演を求める手紙を書いた。
2015年、『最後の命』が台湾で公開。
2016年、第40回香港国際映画祭 (2016) で審査員を務める。
2017年、実話を基に描いた『パーフェクト・レボリューション』（主演：リリー・フランキー、清野菜名）が公開。第25回レインダンス国際映画祭正式出品。同作品のクラブの撮影では、清野から「監督のひとりの世界が出来上がってて、隅でひとりで踊ってて。怖かったです」リリーからは「情緒不安定な感じで、写真を撮ってスタッフに見せたら引いてました」と語られる不可解な言動をとっていた。
2019年、初の長編小説『惑星たち』を上梓。
2019年、第76回ヴェネチア国際映画祭でSIGNIS賞審査員を務める。
2020年、TVアニメ『シャドウバーズ』プロデュース。
2022年、『桜色の風が咲く』が公開。
2023年4月、『桜色の風が吹く』が第47回日本カトリック映画賞を満場一致で受賞。

### 作風
主に、愛、家族、罪、生といったものがテーマとされる。また、独特の幻想的な世界観をもった映像も特徴である。
『まだ、人間』について、不条理の多い現代の中で今を肯定するきっかけを得てもらえるとありがたいと述べている。
『最後の命』は、ドストエフスキーのファンである松本が、原作者の中村も「矛盾を抱えた、ふわふわした心の状態の人物像」という共通のテーマをエンターテイメント化していると考え、映像化した。
『パーフェクトレボリューション』は、ちょうど子供が生まれた時に製作しており、初めて人のために作ったという意味で革命的な作品。
かつて、催眠を学んでいたことから、リハーサルではゲシュタルト療法から引用し、エンプティチェア（空の椅子）技法をすることにしている。目の前の空の椅子に役の人物を想像上で座らせ、その相手に対し自己紹介してもらうという手法だが、役者から思いがけず多くの言葉があふれるという。

## 監督作品

### 映画
- 『まだ、人間』（2011年）
- 『最後の命』（2014年）
- 『パーフェクト・レボリューション』（2017年）
- 『桜色の風が咲く』（2022年）
- 『長崎-閃光の影で-』（2025年）

### テレビドラマ
- 『ふたりモノローグ』（2017年） - プロデューサー
- アニメ『シャドウバーズ』（2020年） - プロデューサー

### その他
- 『ほころび』（2007年） - 杉並区成人式記念上映
- 『デーアフターつもろー』（2008年・短編） - 出演｜上山学 乙黒えり 高橋和也 波岡一喜
- 『エデン』（2010年）[11]
- 『NEWS23 蛙男劇場』（2009年11月-2010年3月・監督｜FROGMAN） - 脚本補佐

## 受賞歴
- 第2回 NYチェルシー映画祭 最優秀脚本賞・グランプリノミネーション（『最後の命』）
- 第42回 日本カトリック映画賞 特別賞（『パーフェクト・レボリューション』）
- 第47回 日本カトリック映画賞 受賞

### 著作
- 『惑星たち』（2019年8月、書肆侃侃房）